# Selmer Malvin Norland

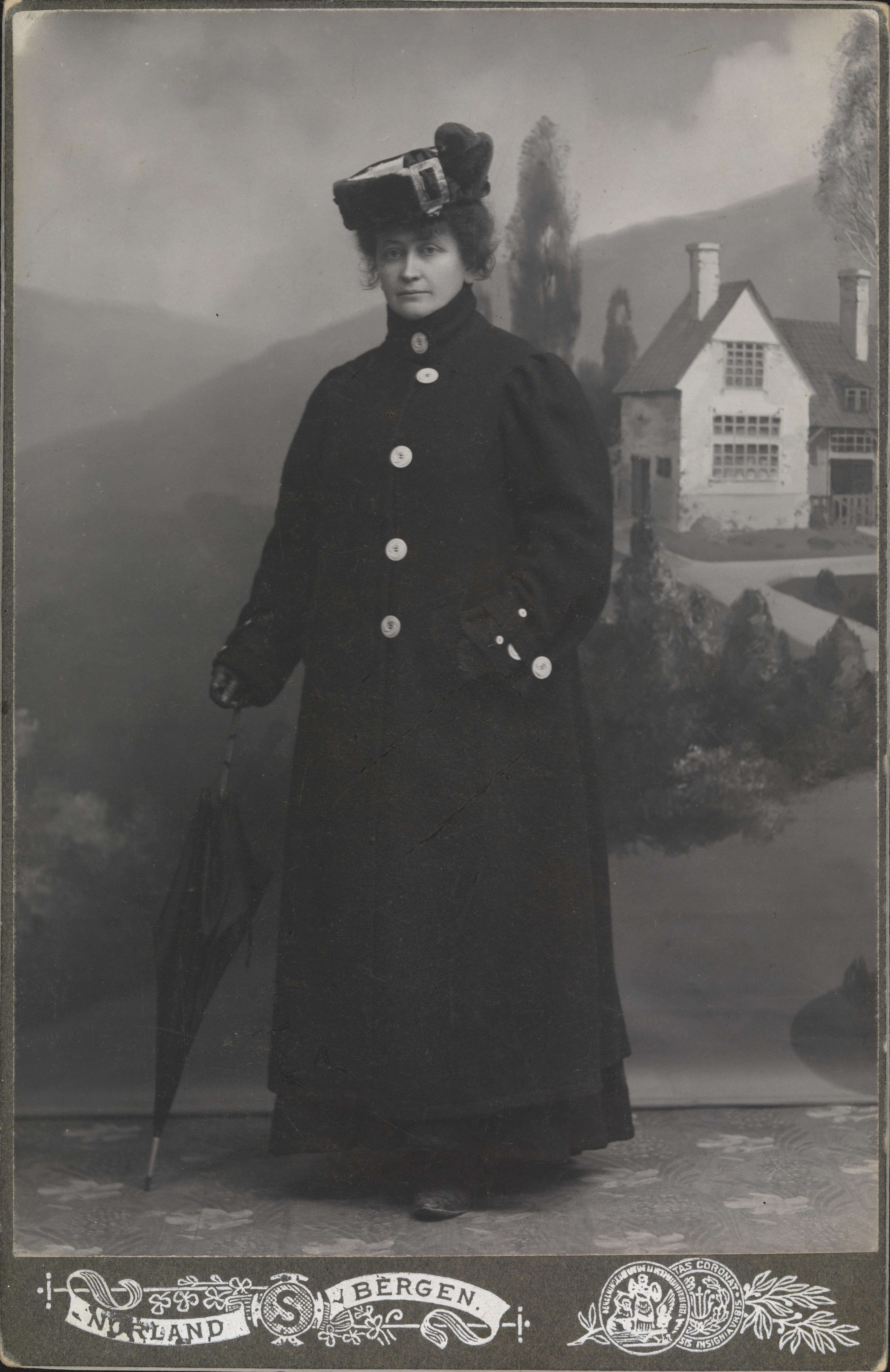
Hulda Garborg

Selmer Malvin Nordland (2. července 1875, Stavanger – 27. prosince 1931) byl norský fotograf. Pracoval po mnoho let v Bergenu a později také provozoval fotografické firmy v Arendalu, Oslu a Skienu.

## Životopis
Byl nejstarším synem fotografa Børre Nordlanda a Guriany Blom, oženil s Ellenou Kristinou Talle (1873–1917).

### Kariéra
Kolem roku 1900 koupil fotografickou společnost P. Christiansena v Bergenu (založená před rokem 1875) a provozoval tuto velkou s mnoha zaměstnanci. V roce 1904 se jeho spolumajitelem stal jeho švagr Otto Talle. V roce 1908 Norland převzal samotnou společnost a pokračoval v ní pod názvem Fotograf Norland. Dne 26. listopadu 1910 v Hordalandu Folkeblad inzeroval, že Fotograf Norland je největším, nejlevnějším a bezkonkurenčně nejlepším fotografem v Bergenu. Společnost také zmiňuje „Stříbrnou medaili ze Skien 1891“, což vypadá trochu podivně. Norland možná obdržel medaili, když pracoval se svým otcem dříve, ale v roce 1891 mu bylo pouhých 16 let, takže je pravděpodobnější, že to byl jeho otec, který ji ve své době získal.
Dne 19. října 1908 Norland spolu s Einarem Aulie a pravděpodobně Kristian Talle založili společnost Verdenstheateret v Bergenu. V roce 1916 koupil od Huldy Szacińské společnost, kterou Ludwik Szaciński založil v Christianii v roce 1869 a kterou provozovala po smrti svého manžela do roku 1894. Poté založil společnost Selmer Norland & Co. s adresou Torvet 11 (Elephantapotheket), později Carl Johans Gade 20, a provozoval tento velký a prosperující podnik s 10 až 15 zaměstnanci, včetně vyškolených kadeřníků.
V roce 1912 on a Samson Brathole převzali společnost v Arendalu, kterou založil Anders Dedekam na začátku šedesátých let 19. století, v roce 1865 převzal společnost H. P. Nielsena a jeho syna Charlese Nielsena v roce 1892. V roce 1923 to přenechal Fredu Schønbergovi, který v roce 1949 opět odešel do Kjell Lund Hvoslef. Měl také společnost ve Skienu, ale není jisté, kdy byla založena. Nicméně, byla pod vlivem Ola Brøndelsbo 1914–24. Není jisté, kdo převzal společnost v Oslu.

## Galerie

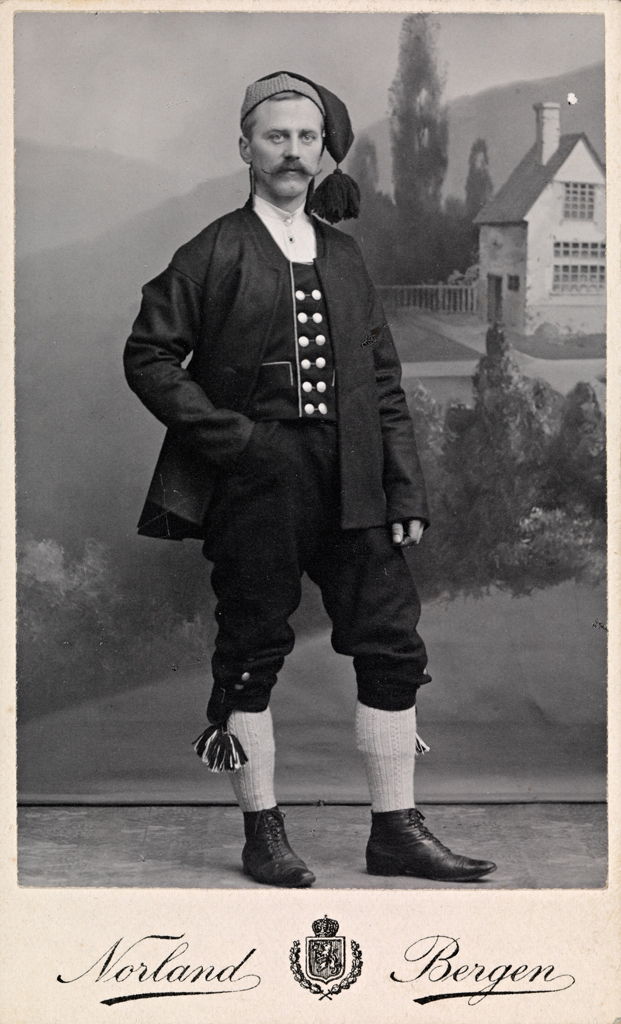
Bunad fra Fana, Bergen
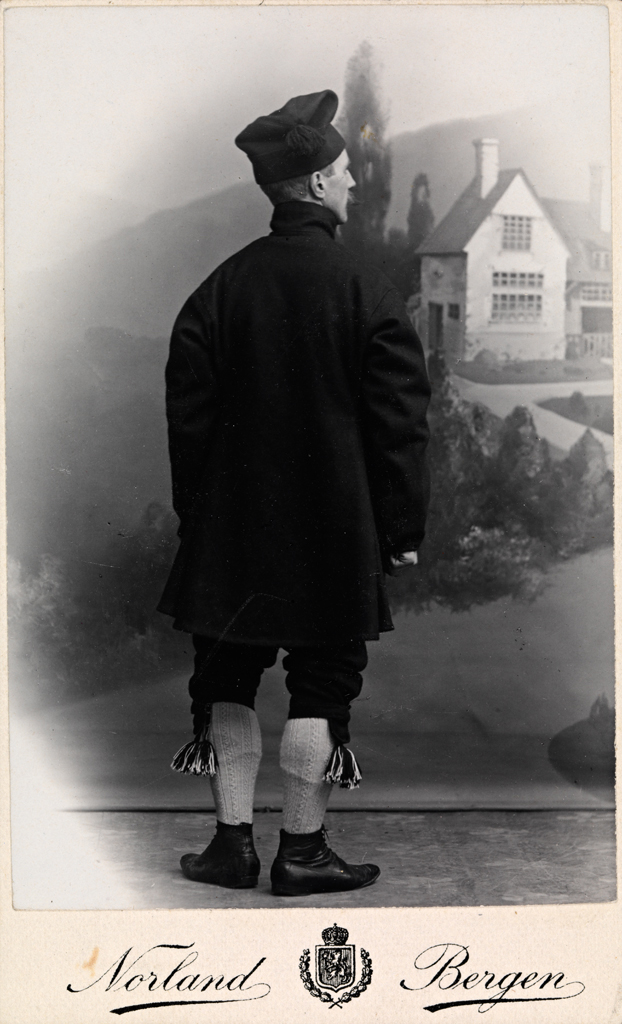
Bunad fraa Kvinherad Hardanger umkring 1800
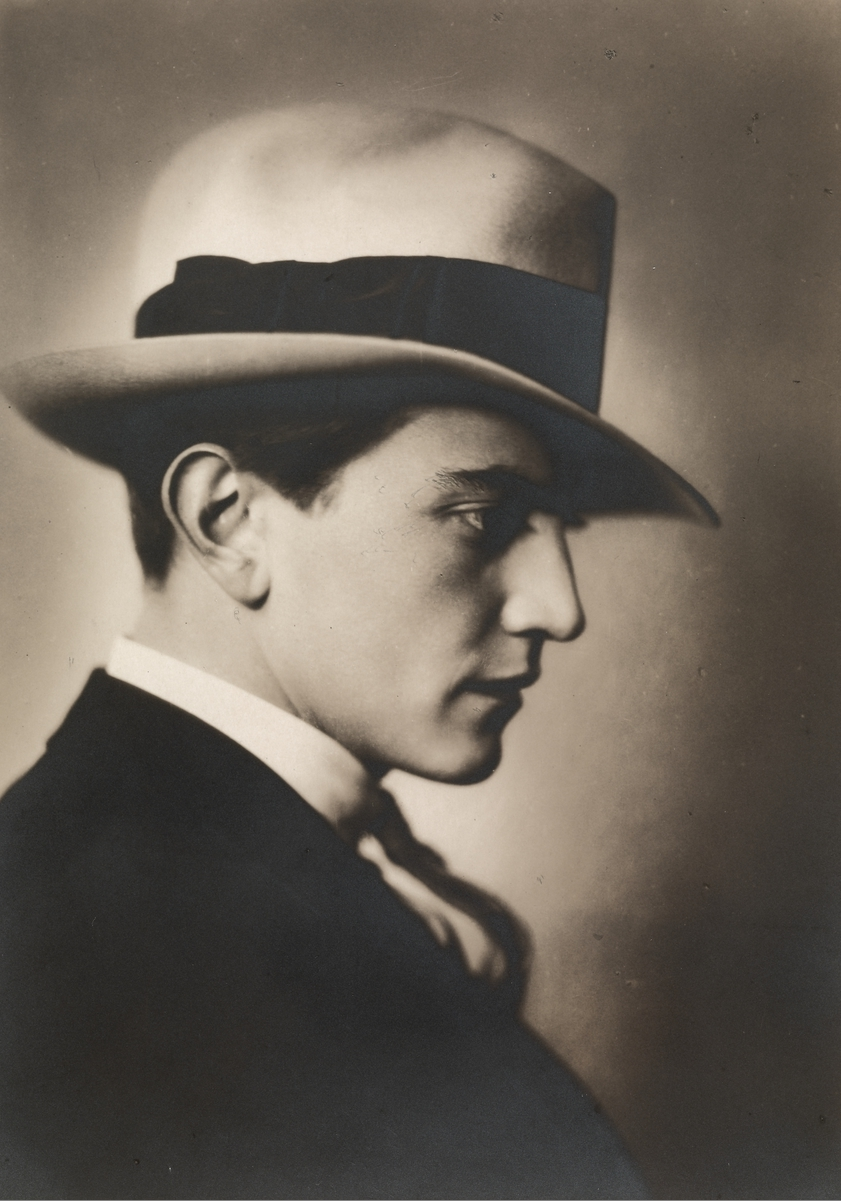
Odd Frogg, 1928
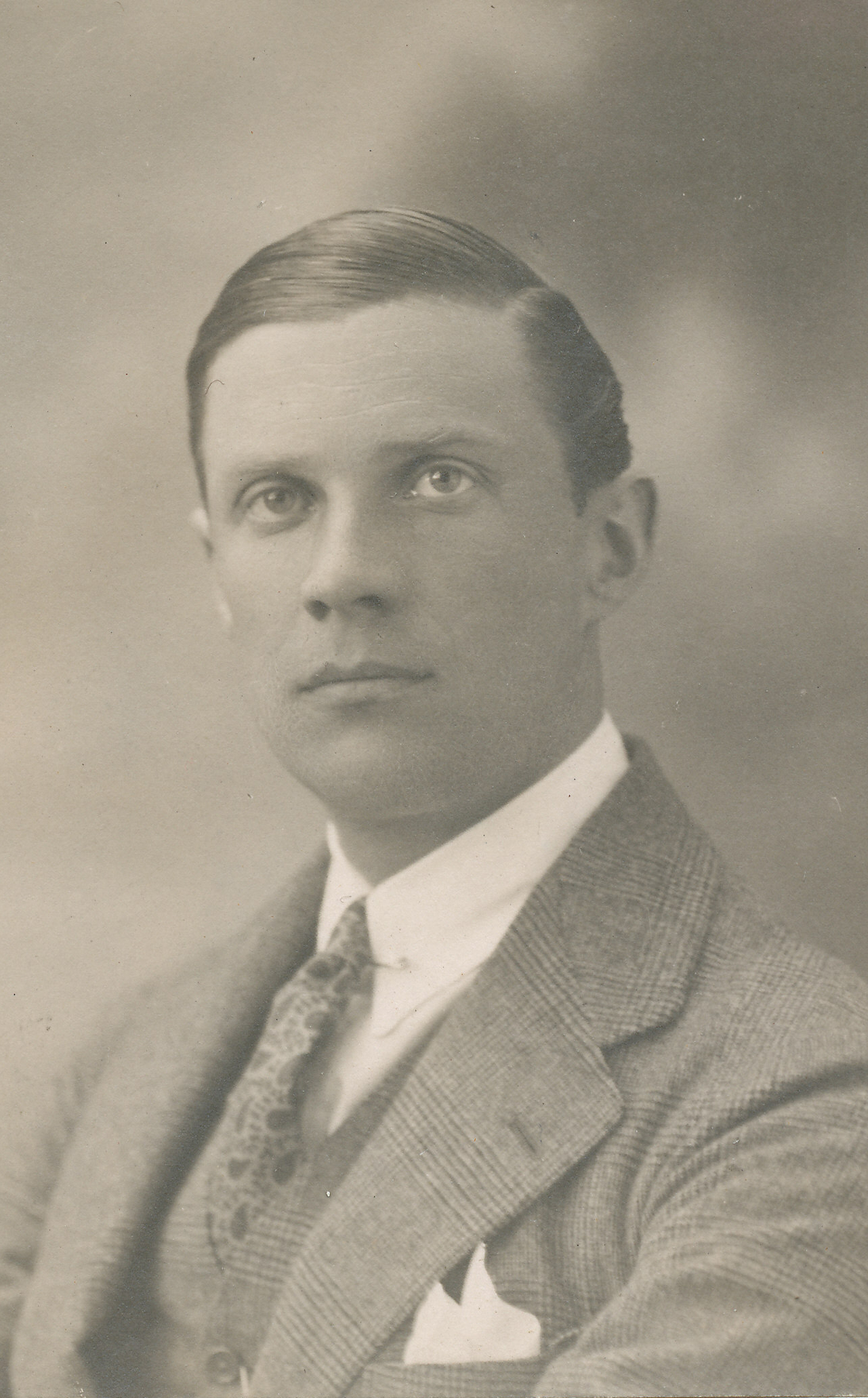
Rolf Stranger, 1930